# Gennaro Angiulo
Gennaro Angiulo (Boston, 20 marzo 1919 – Boston, 29 agosto 2009) è stato un mafioso statunitense, di origini italiane.
Gennaro J. Angiulo nasce 1919 dai migranti italiani Cesare e Giovannina (Jeannie) Anguilo, che possedevano un negozio di alimentari. 
Si diploma alla Boston English High School nel 1936, e la sua ambizione era di frequentare la scuola di legge di Suffolk e diventare avvocato . Fu arruolato nella marina militare statunitense all'inizio della seconda guerra mondiale e fu impiegato nel teatro del Pacifico; raggiunse il grado di Chief Boatswain's Mate.

## Vita criminale
Nel 1963 il boss Raymond L. S. Patriarca lo promuove vicecapo della città di Providence (Rhode Island) dove si trova una propaggine della famiglia Patriarca.

## Arresto e processo
Il suo primo arresto risale al 1965 per reati minori nel quartiere. Ma l'FBI era già sulle sue tracce e grazie ad un processo molto articolato riuscì a tenerlo in prigione, ad Alcatraz, fino al marzo del 1975.
Fu arrestato successivamente per racket nel 1981 grazie a un informatore che aiutò gli agenti a formulare un'accusa. Rimase in carcere fino al suo rilascio nel 2007. Era uno dei due cosiddetti Fratelli Angiulo.